# 迪克舒特 (愛達荷州)
迪克舒特（英語：Dickshooter）是位於美國愛達荷州奧懷希縣的一個非建制地區。該地的面積和人口皆未知。

## 地理
迪克舒特的座標為42°23′30″N 116°30′06″W / 42.39167°N 116.50167°W，而該地的平均海拔高度為1625米（即5331英尺）。